# Pioneer H

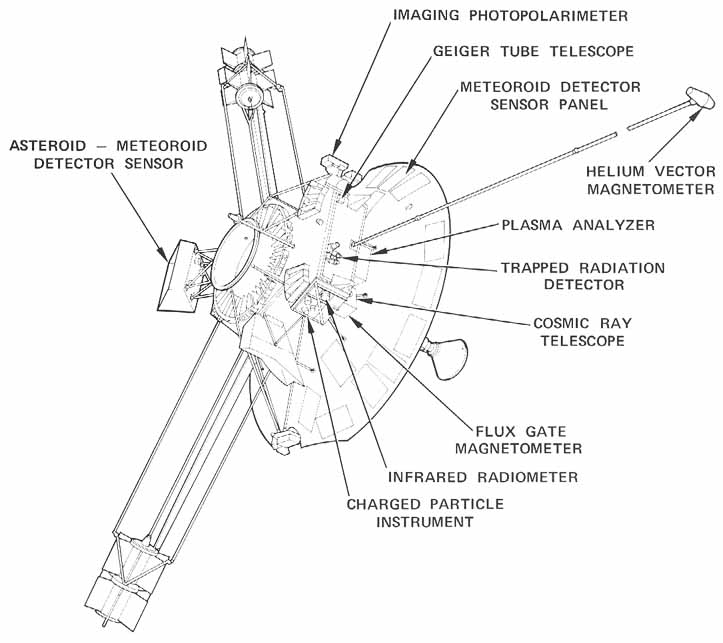
Diagram van de Pioneer H

Pioneer H is een niet-gelanceerde onbemande ruimtesonde die deel uitmaakte van het Amerikaanse Pioneerprogramma. Als deze missie was doorgegaan had de sonde de naam Pioneer 12 gehad; deze naam werd later toegekend aan de Pioneer Venus 1.
De sonde werd gebouwd door de Amerikaanse ruimtevaartorganisatie NASA van goedgekeurde reserveonderdelen van Pioneer F en G (Pioneer 10 en 11).
Terwijl deze twee missies voortduurden, wilden de wetenschappers een derde sonde de ruimte insturen. Ze stelden voor een lancering in 1974 gebruikmakend van de reserveonderdelen van de eerdere missies. Tijdens deze missie zou de sonde langs  Jupiter vliegen en gebruikmaken van het zwaartekrachtveld om zo buiten de ecliptica te komen. De NASA-top ging niet akkoord met de missie en de sonde werd niet gelanceerd.
In 1976 werd de sonde naar het Smithsonian National Air and Space Museum in Washington D.C. verplaatst waar hij nu hangt in The Milestones of Flight Gallery als een stand-in voor de Pioneer 10.
In de officiële papieren staat hij omschreven als een "replica" maar het is een volledig werkbaar exemplaar van een Pioneer-sonde.
Mark Wolverton citeert in zijn boek The Depths of Space James Van Allen:
We mounted an intensive campaign to launch the flight-worthy spare spacecraft and its instrument complement on a low-cost, out-of-ecliptic mission via a high-inclination flyby of Jupiter. However, our case fell on deaf ears at NASA headquarters, and the spare spacecraft now hangs in the main gallery of the National Air and Space Museum, at 1 AU and zero ecliptic latitude.
Vrij vertaald:
"We hebben intensief campagne gevoerd om het vluchtwaardig ruimtevaartuig te lanceren als een goedkoope, buitenecliptische missie via een zwaartekrachtsversnelling langs Jupiter. Omdat er bij het NASA-hoofdkwartier niet geluisterd werd, hangt de sonde nu in de hoofdzaal van het National Air en Space Museum op 1 AE en 0 ecliptische graden."